# Jakob Schmid
Jakob Schmid, född 25 juli 1886 i Traunstein, död 16 augusti 1964, var en tysk vaktmästare vid Münchens universitet. Den 18 februari 1943 angav han Sophie och Hans Scholl för Gestapo, då de spred regimfientliga flygblad i universitetets ljusgård. För detta ingripande tilldelades Schmid 3 000 riksmark. Efter andra världskriget ställdes han inför en denazifieringsdomstol och dömdes till fem års arbetsläger.
I filmen Sophie Scholl – De sista dagarna från 2005 spelas Jakob Schmid av Wolfgang Pregler.